# Agriornis
Agriornis (klauwiertirannen) is een geslacht van zangvogels uit de familie tirannen (Tyrannidae).

## Soorten
Het geslacht kent de volgende soorten:
- Agriornis albicauda – Witstaartklauwiertiran
- Agriornis lividus – Grote klauwiertiran
- Agriornis micropterus – Grijsbuikklauwiertiran
- Agriornis montanus – Zwartbekklauwiertiran
- Agriornis murinus – Patagonische klauwiertiran